# ヴォルゴレチェンスク
座標: 北緯57度26分38.04秒 東経41度9分33.12秒 / 北緯57.4439000度 東経41.1592000度

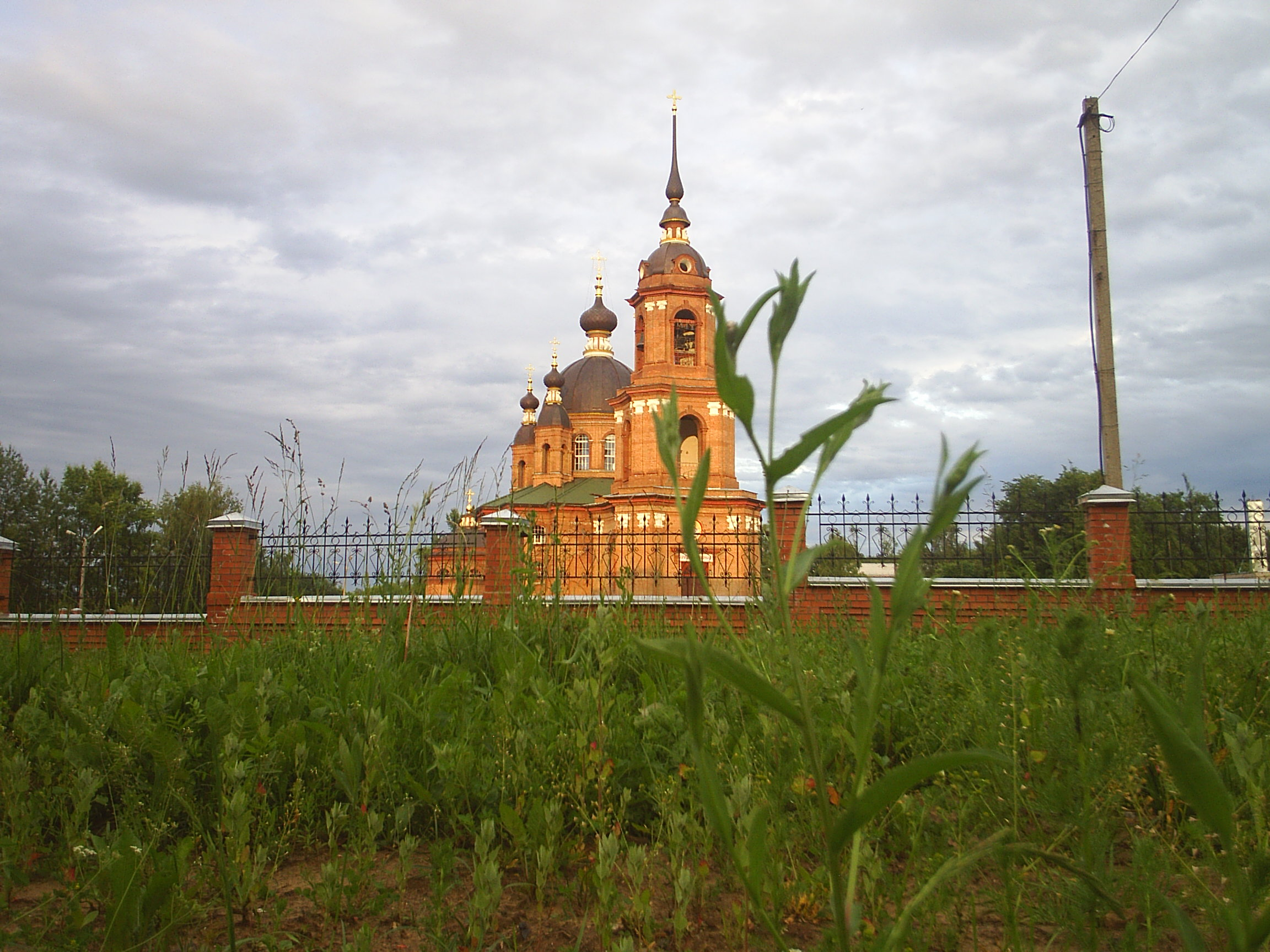

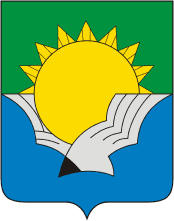
ヴォルゴレチェンスクの紋章

ヴォルゴレチェンスク（ヴォルゴレーチェンスク、ロシア語: Волгоре́ченск、ラテン文字表記の例: Volgorechensk）は、ロシアのコストロマ州にある町。人口は1万4370人（2021年）。州都コストロマの40キロメートル南東に位置する。ヤロスラヴリ-イヴァノヴォ間の鉄道上にある町フルマノフから分かれた貨物支線がヴォルゴレチェンスクまで延びており終点になっている。またコストロマ-イヴァノヴォ間の道路も通っている。ヴォルガ川の右岸に建つ。

## 歴史
ヴォルゴレチェンスクは1964年、この地に建設される火力発電所の従業員用住宅地として成立した。当初は都市型集落であったが、1994年6月16日に市に昇格している。
ヴォルゴレチェンスクは、この地を流れる大河の名「ヴォルガ」と、ロシア語で川を意味する「リェカー」（река）を合成したもので、「ヴォルガの川の町」を意味する。

## 産業
町の最大の雇用主は、ロシアの発電企業・第3卸売電力（OGK-3 / ОГК-3）に属するコストロマ火力発電所（Костромская ГРЭС）であり、発電容量は3,600メガワットになる。